# 直州
直州，中国南北朝、隋唐时设置的州。
- 南朝梁中大同元年（546年），改东梁州置直州，因直水（今名池河）得名，治所在直城。治安康县（今陕西石泉县东南汉水东岸，池河入汉水口之北谭家湾）。西魏於西魏废帝元年（552年）夺得。领金城郡、安康郡、宁都郡、魏昌郡四郡。北周辖境相当今陕西省石泉县、汉阴县、紫阳县、西乡县及宁陕县南部等地。领安康郡（下辖宁都县）、金城郡（下辖直城县）、忠诚郡（下辖魏昌县、石泉县）。直州与安康县同移治今石泉县东南，汉江西岸石泉咀附近。隋文帝废郡之后，直辖宁都县、石泉县。隋炀帝大業三年（607年）废直州。唐高祖武德二年（619年）改西安州为直州，治所在安康县（直城）。下辖安康县、宁都县（今陕西省紫阳县焕古镇盘梁村天池遗址）、广德县（今陕西省紫阳县广城乡）。唐太宗貞觀元年（627年）废直州。
- 唐太宗贞观八年（634年）改西集州置直州，为羁縻州，属松州都督府。治所在今四川若尔盖县西北境。北宋迁到茂州（今四川茂县）。后废。北宋又置直州羁縻州，属茂州。治所在今四川茂县西南五里。政和六年（1116年）改建寿宁军。